# Satoru Iwata

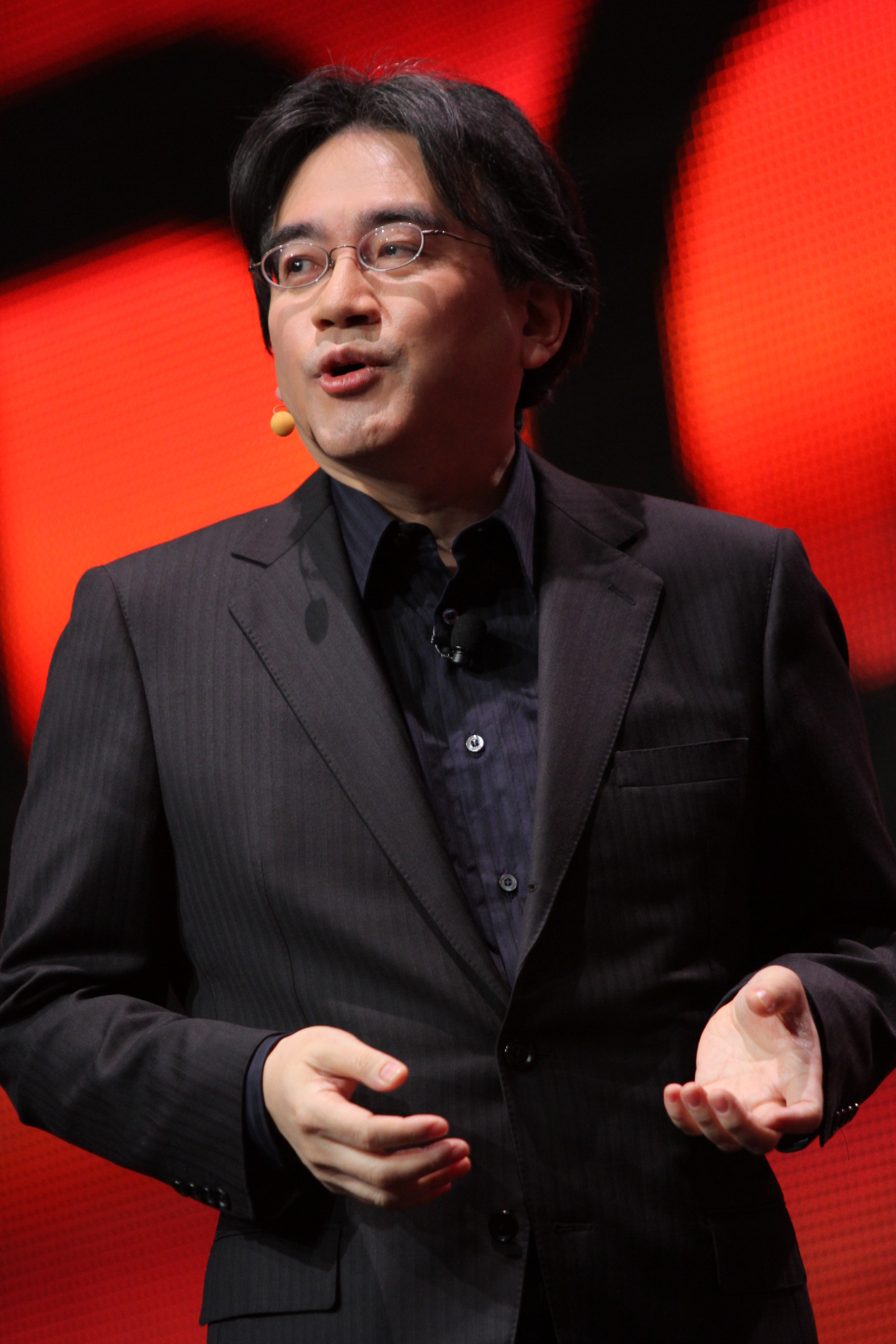
Satoru Iwata (2011)

Satoru Iwata (jap. 岩田 聡 Iwata Satoru; * 6. Dezember 1959 in Sapporo; † 11. Juli 2015 in Kyōto) war ein japanischer Programmierer, Manager und der vierte Präsident des Videospiel-Unternehmens Nintendo. Nach seinem Studium arbeitete er bei HAL Laboratory, einem Nintendo zugehörigen Entwicklerunternehmen, das für die Spiele-Reihen Kirby, Adventures of Lolo und Super Smash Bros. bekannt ist. Später wechselte er direkt zu Nintendo. Unter seiner Leitung erschienen zwei Generationen der Nintendo-Heimkonsolen, Wii und Wii U, sowie die Handheld-Konsolen Nintendo DS und Nintendo 3DS.

## Leben
Iwata hatte bereits früh Interesse an der Herstellung von Videospielen. Er schrieb während seiner Freizeit gerne Spiele für seinen elektronischen Taschenrechner.
Nach dem Beenden der Oberschule schrieb sich Iwata an der Technischen Hochschule Tokio ein. Iwata begann anfänglich als Spiele-Programmierer für HAL Laboratory zu arbeiten.
Während der 1980er war Iwata an vielen Projekten der HAL beteiligt. Außerhalb seiner Tätigkeit für HAL arbeitete Iwata auch unabhängig für Nintendo. Er war für die Programmierung einer Anzahl von Nintendo entwickelten Spielen verantwortlich. Nur ein Jahr nachdem er bei HAL angefangen hatte, begann Iwata, Software-Produktion und Entwicklung der verschiedenen bei Nintendo erschienenen Titel zu koordinieren.
Während Satoru Iwata häufig als der Schöpfer des Spiels Kirby genannt wird, war es in Wirklichkeit Masahiro Sakurai, der den Charakter Kirby sowie das Grundmodell für das Spiel entwickelte. Jedoch war es Iwatas Mitarbeit im Projekt, die schließlich den ersten Titel in der Reihe hervorbrachte. Das Spiel war für Nintendos ursprüngliches Game-Boy-Handsystem bestimmt. Die Absicht war, ein Spiel für Anfänger zu kreieren, in dem jeder Spieler jede mögliche Fähigkeit, jedes Level und das Ende erreichen konnte. Kirby's Dream Land wurde in Japan am 27. April 1992 und in Amerika im August des gleichen Jahres veröffentlicht.
1993 stieg Iwata zum Präsidenten von HAL auf und behielt diesen Posten bis 2000.
Im Jahre 2000 wechselte Satoru Iwata von HAL zu Nintendo. Er war der Kopf der Abteilung Unternehmungsplanung von Nintendo, in der er verantwortlich für die globale Grundlage der Unternehmungsplanung Nintendos war. Iwatas Erfahrungen innerhalb HALs über einen 18-Jahre-Zeitraum waren im hohen Grade wertvoll für Nintendo, besonders hinsichtlich der Produkteinführung seines neuesten Spielesystems.
Auch spielte Satoru Iwata Schlüsselrollen in der Entwicklung von einigen der wichtigsten Spiele Nintendos. Während der GameCube-Ära erhöhte sich die Miteinbeziehung Iwatas an der Spielentwicklung sehr. Er spielte eine Rolle in der Entwicklung von Spielen wie Super Mario Sunshine, Star Fox Adventures, Metroid Prime, Eternal Darkness: Sanity’s Requiem, Animal Crossing, The Legend of Zelda: The Wind Waker und vielen anderen.
2002 wurde Satoru Iwata zum Präsidenten von Nintendo ernannt.
2013 wurde er zum CEO von Nintendo of America ernannt.
2014 wurde bei einer Untersuchung ein Gallengangskarzinom im Frühstadium festgestellt. Wegen der darauf sofort eingeleiteten Behandlung musste er zunächst alle Aktivitäten ruhen lassen. Am 11. Juli 2015 starb er an den Folgen der Krankheit.